# Émalleville
Émalleville település Franciaországban, Eure megyében. Lakosainak száma 465 fő (2022. január 1.). Émalleville Le Boulay-Morin, Brosville, La Chapelle-du-Bois-des-Faulx és Normanville községekkel határos.

## Népesség
A település népességének változása:
| Lakosok száma | 79   | 218  | 396  | 541  | 534  | 538  | 522  | 493  | 483  | 465  |
|               | 1968 | 1982 | 1990 | 2006 | 2013 | 2015 | 2017 | 2019 | 2020 | 2022 |